# Kamer Krasniqi
Kamer Krasniqi (* 11. Januar 1996 in Osnabrück) ist ein kosovarischer Fußballspieler. Er steht bei den Sportfreunden Lotte unter Vertrag und wird meist im offensiven Mittelfeld eingesetzt.

## Karriere

### Verein
Seine Karriere begann Krasniqi bei Blau-Weiß Schinkel, bevor er ab 2009 die Jugendmannschaften des VfL Osnabrück durchlief. Er debütierte am 17. August 2014 unter Trainer Alexander Ukrow in der zweiten Mannschaft. Er stand bei der 1:2-Niederlage gegen den SSV Jeddeloh in der Startaufstellung und wurde in der 60. Minute mit Geld-Rot des Feldes verwiesen. Mit seinem ersten Tor für die zweite Mannschaft brachte Krasniqi seine Mannschaft bei dem 3:0-Sieg am 22. Mai 2016 gegen den SSV Jeddeloh mit 1:0 in Führung.
Beim 2:1-Sieg gegen den VfR Aalen am 23. Januar 2016 wurde Krasniqi von Trainer Joe Enochs in der 86. Minute für Marcos Álvarez eingewechselt und feierte sein Debüt für die erste Mannschaft. Am 2. Juni 2016 unterschrieb Krasniqi einen bis zum 30. Juni 2018 gültigen Profivertrag. Sein mittlerweile um ein Jahr verlängerter Vertrag wurde im April 2019, nach dem Aufstieg des VfL in die 2. Bundesliga, nicht verlängert. Im Juli 2019 gab der BSV Rehden aus der Fußball-Regionalliga Nord die Verpflichtung von Krasniqi bekannt. Bereits ein halbes Jahr später wechselte er leihweise zum abstiegsgefährdeten Drittligisten SG Sonnenhof Großaspach, nachdem er in einem Testspiel gegen den VfR Aalen zwei Treffer erzielt hatte. Er erhielt dort einen Vertrag bis zum Saisonende; wenige Wochen zuvor war bereits sein Rehdener Trainer Heiner Backhaus zu Großaspach gewechselt. Nachdem Trainer Backhaus bereits nach drei Spielen wieder entlassen worden war, endete für Krasniqi das Kapitel Großaspach nach einem halben Jahr nach 16 Einsätzen mit dem Abstieg des Klubs in die Regionalliga. Krasniqi kehrte anschließend zum BSV Rehden zurück.
Zur Saison 2022/23 verpflichtete der Drittligaaufsteiger VfB Oldenburg den Mittelfeldspieler. Dort konnte sich Krasniqi als Stammspieler durchsetzen, stieg jedoch am Saisonende mit dem Verein in die Regionalliga ab. Nach zwei Jahren in Oldenburg wechselte er zurück in seine Heimatregion, indem er sich zur Saison 2024/25 dem Regionalliga-West-Aufsteiger Sportfreunde Lotte anschloss.

### Nationalmannschaft
Am 12. Juni 2017 gab Krasniqi gegen Norwegen sein Debüt für die U21-Nationalmannschaft des Kosovo im Rahmen der Qualifikation zur U21-Europameisterschaft 2019.

## Erfolge
VfL Osnabrück
- Aufstieg in die 2. Bundesliga: 2019